# 4361 Nezhdanova
A 4361 Nezhdanova (ideiglenes jelöléssel 1977 TG7) a Naprendszer kisbolygóövében található aszteroida. Ljudmila Ivanovna Csernih fedezte fel 1977. október 9-én.